# Estela del portador del cactus
La estela del portador del cactus es un monolito o estela de una sola pieza de granito, perteneciente a la cultura chavín del Perú antiguo y que permanece en su emplazamiento original, en el lado noroeste de la plaza circular en el sitio arqueológico denominado centro ceremonial de Chavín de Huántar en la región de Áncash, Perú. Fue descubierta en la temporada de excavaciones de 1972 por el arqueólogo peruano Luis Guillermo Lumbreras. 
En 2001 se encontró en la plaza circular un fragmento de otra estela que muestra una imagen espejo exacta de la estela del portador del cactus. Este fragmento sugiere que existían cuatro estelas con esta misma representación: dos en el cuadrante noreste y dos en el cuadrante sureste, todas mirando hacia la escalera que lleva a la galería del Lanzón de Chavín.
La importancia de esta estela radica principalmente en que es el hallazgo iconográfico más claro respecto al uso ancestral y ritual del cactus Echinopsis pachanoi en los Andes. La presencia de este cactus enteógeno en el arte lítico chavín ubicado en una de las estructuras principales del centro ceremonial ha generado varias interpretaciones sobre la función del sitio arqueológico.

## Ubicación

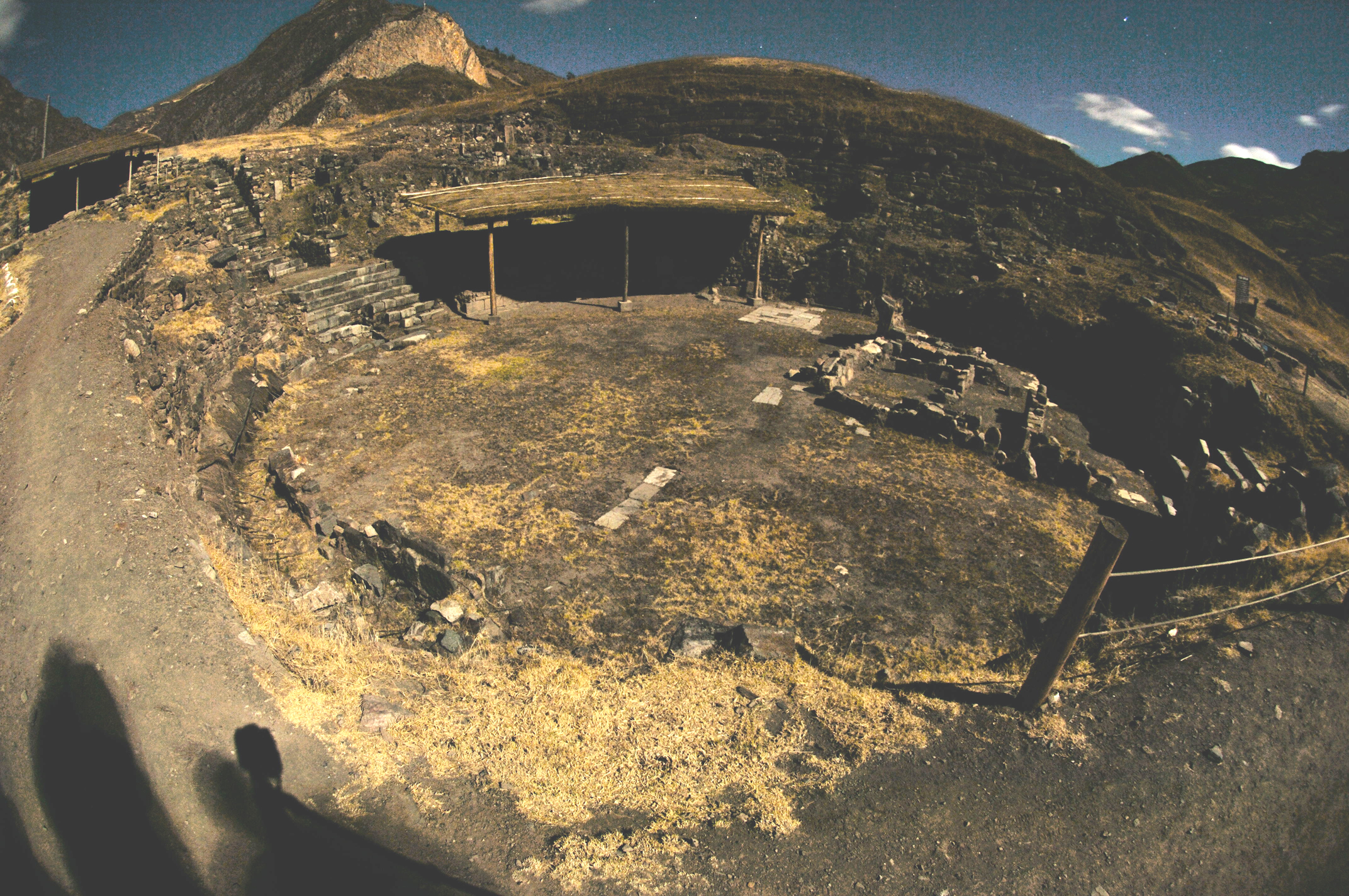
Plaza circular en Chavín de Huántar, de 21 metros de diámetro. En el cuadrante noroeste se ubican hoy las seis lápidas encontradas en 1972.

La estela del portador del cactus se ubica en su emplazamiento original, esto es, en el cuadrante noroeste dentro de la plaza circular en el sitio arqueológico de Chavín de Huántar. El sitio se encuentra en el distrito homónimo, en la provincia de Huari, en la región Áncash.
La plaza circular se ubica frente al edificio denominado "B", Templo Viejo o Templo Antiguo. Es semihundida con una profundidad de 2,5 metros, cuenta con dos accesos (al este y oeste) y tiene un diámetro de 21 metros.
La lápida del portador del cactus fue encontrada en 1972 junto a otras cinco lápidas y se estima que en total deben haber sido 28 estelas de similares dimensiones en los cuadrantes norte y sur del hemiciclo oeste de la plaza.
Las lápidas halladas del cuadrante noroeste muestran seres antropomorfos como si caminasen en una procesión de derecha a izquierda hacia la escalera este, la mayoría portando algún objeto en su mano.
Debajo de esa hilada de lápidas de 80 x 70 cm se encuentra otra hilada de lápidas rectangulares de 36 x 69 cm con representaciones de felinos con motas, también avanzando en la misma dirección que los seres representados en la hilada superior.

## Descubrimiento y cronología

### Descubrimiento
La lápida fue parte del descubrimiento de la plaza circular por el equipo liderado por el arqueólogo peruano Luis Guillermo Lumbreras en la campaña de 1972, el 14 de noviembre, dentro del Proyecto Chavín de Investigaciones Arqueológicas llevado a cabo entre 1966 y 1973.
El 2001, durante la temporada de excavación del Programa de Investigación Arqueológica y Conservación Chavín de Huántar de la Universidad de Stanford y liderado por el arqueólogo John W. Rick, se encontró en la plaza circular un fragmento de otra estela que muestra una imagen espejo exacta de la estela del portador del cactus del cuadrante noroeste. Este fragmento muestra la mayor parte de la pierna izquierda del individuo, una serpiente colgante que desciende del cinturón del individuo, y la estructura inferior del tallo y la raíz del cactus.
La evidencia hallada con el fragmento del 2001 sugiere que la hilada superior de las lápidas también estaban presentes originalmente en el cuadrante suroeste y que las placas pueden haber sido pares emparejados, totalizando cuatro estelas con la misma representación: dos mirando hacia la derecha y dos mirando hacia la izquierda, ambas mirando hacia la escalera que desciende hacia el oeste desde la galería del Lanzón.

### Cronología
La cronología del sitio ha sido discutida a lo largo de las investigaciones durante varias décadas. En 1989, Lumbreras situó el inicio de la cultura chavín en el 1200 a. C. Luego, en 2001, de acuerdo al arqueólogo John W. Rick y su equipo de la Universidad de Stanford, el sitio arqueológico como centro cultural habría iniciado sus actividades hacia 1500-1300 a. C. Las últimas investigaciones de 2019 del arqueólogo y antropólogo Richard Burger de la Universidad Yale —sobre la base de análisis de los resultados de espectrometría de masas con acelerador (AMS, siglas del inglés para Accelerator mass spectrometry) en huesos obtenidos en el sitio— sitúan el inicio de la ocupación de Chavín de Huántar en el 950 a. C.
Sí existe consenso entre los investigadores en que el centro ceremonial fue construido a lo largo de varias secuencias constructivas. Algunos investigadores establecen tres fases como Burger (basándose en la datación por radiocarbono en material cerámico), otros cuatro fases y algunos hasta cinco como Rick. Es luego de las primeras fases de construcción cuando se agrega a las construcciones existentes —alrededor del 750 a. C.— la de la plaza circular (con todas sus lápidas), la galería de las Caracolas, la galería de las Ofrendas y las escaleras de acceso este y oeste.
De acuerdo a las investigaciones de Burger de 2019, la construcción de la plaza circular, sus lápidas en bajorrelieve (incluida la estela del portador del cactus) y las galerías asociadas fueron desarrolladas en la segunda fase constructiva denominada fase cerámica Chakinani, del 800 al 700 a. C. Esta fase Chakinani es posterior a la primera fase constructiva denominada fase cerámica Urabarriu, del 950 al 800 a. C., y anterior a la última fase constructiva llamada fase cerámica Janabarriu, del 700 al 400 a. C.

## Descripción

### Contexto

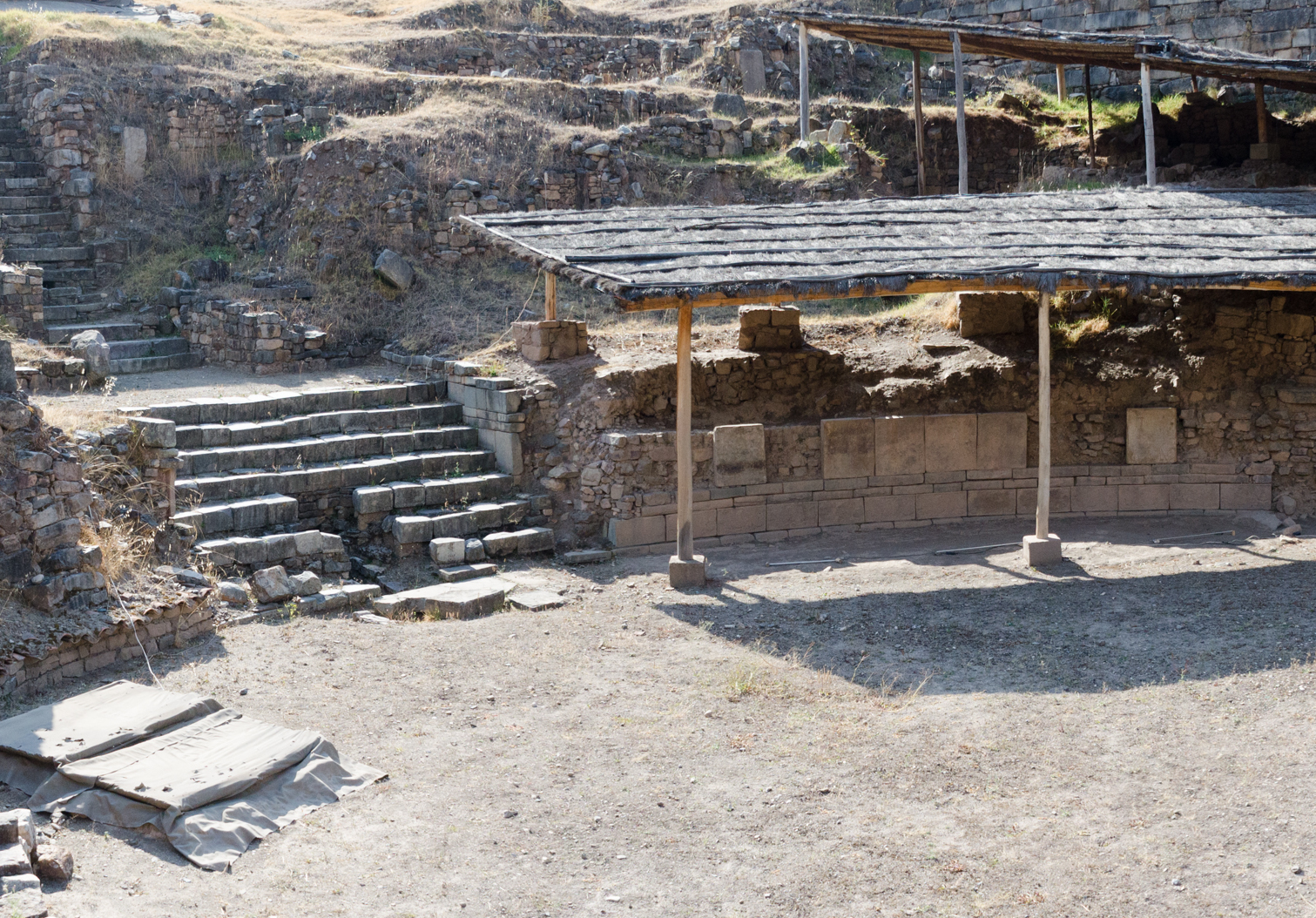
Imagen con las seis estelas encontradas en la plaza circular por Lumbreras en 1972 —la del portador del cactus es la primera de la derecha— y la escalera este.

La estela se encuentra ubicada en la plaza circular del sitio arqueológico, al este del Templo Antiguo. Esta es una plaza semihundida con una profundidad de 2,5 m, un diámetro de 21 m y dos accesos al oeste y al este.  De las seis estelas halladas, cinco muestran seres antropomorfos como si caminasen en una procesión de derecha a izquierda hacia la escalera este. Se interpreta que son miembros antropomorfizados de la casta sacerdotal de Chavín —incluidos músicos y danzantes— que van en procesión junto a los jaguares (esculpidos en las estelas rectangulares en el friso inferior) hacia la escalera este que lleva a la galería del Lanzón, donde se ubica la principal representación escultórica en piedra del templo: el Lanzón o gran huanca de Chavín.
Dada la situación de esta área frente a la galería del Lanzón ubicada en el Templo Antiguo, a esta parte estructural del monumento arqueológico se la denominó el 'atrio del Lanzón'. El atrio del Lanzón incluye la plaza circular, la galería de las Ofrendas, la galería de las Caracolas, la escalera este (que va desde la plaza circular hasta la galería del Lanzón) y la escalera oeste.
Se considera que la estela de portador del cactus es parte de un conjunto de lápidas grabadas y ubicadas originalmente en la plaza: seis halladas en 1972 y otras 22 desaparecidas, dando un total de 28 lápidas (catorce para el cuadrante noroeste y catorce para el suroeste de la plaza). Esto se calculó sobre la base de las dimensiones de las estelas y el hemiciclo. Junto a la estela del portador del cactus, catalogada como la lápida VI-NW12, se encontraron, de izquierda a derecha, las siguientes estelas:
- Lápida VI-NW6, en un estado muy erosionado, pero sí se distingue un ser antropomorfo en posición hacia el frente del cual aparentan salir «una suerte de rayos saliendo de sus cuatro costados».[25]
- Lápida VI-NW7 ('trompetero, 'pututero'), contigua al personaje en la lápida VI-NW6, se representa a un ser antropomorfo de perfil, caminando hacia la escalinata occidental (o escalera suroeste) sosteniendo una caracola o pututo con su brazo derecho y soplándola.[26]
- Lápida VI-NW8 ('trompetero', 'pututero'), idéntica y contigua a la VI-NW7.[26]
- Lápida VI-NW9, muy erosionada, un personaje de perfil en actitud de caminar hacia la escalinata occidental con el brazo derecho levantado portando un objeto (indistinguible).[27]

Asociada a la plaza circular y al lado norte de la misma se encuentra la galería de las Ofrendas. Esta galería fue excavada inicialmente en 1966 y 1967 por Lumbreras y su equipo. Encontraron más de 800 artefactos de cerámica, piedra, hueso y concha, en su mayoría rotos. Asimismo, se encontraron miles de huesos rotos de roedores, cérvidos, camélidos, cánidos, aves, peces y humanos. Se ha interpretado que los artefactos y los huesos fueron colocados a manera de ofrendas en un gran evento ritual o gran banquete supracomunal.
Ubicada al lado sur de la plaza circular, la galería de las Caracolas fue descubierta también en 1972. En aquel entonces se encontraron en la galería y sus siete celdas una gran cantidad de fragmentos grandes de caracolas marinas Titanostrombus galeatus (antes Strombus galeatus) y valvas de Spondylus crassisquama (antes Spondylus princeps) «dispuestos como formando un piso», de acuerdo a Lumbreras. En 2001, en esa misma galería, John Rick realizó excavaciones y encontró veinte caracolas (pututu en quechua) esculpidas en bajorrelieve.

### La estela

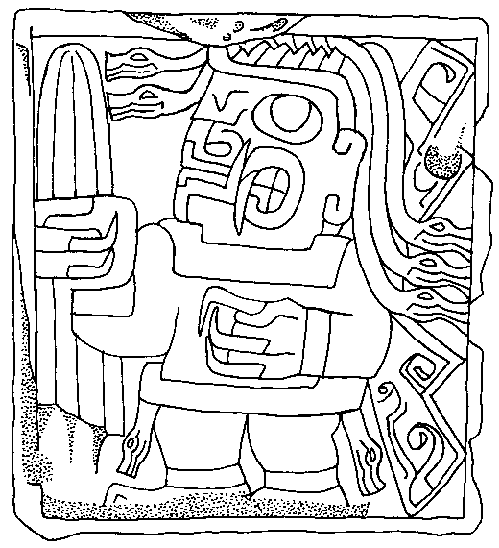
Dibujo de la imagen esculpida mostrando al portador del cactus con cabellos de serpiente, colmillos de felino y pupilas hacia arriba.

La estela muestra un ser antropomorfizado con cabellos de serpientes, boca con colmillos, un cinturón con una serpiente de dos cabezas y garras, que en su mano derecha sostiene lo que aparentaría ser un cactus San Pedro de cuatro nervaduras o estrías.
La descripción que hizo Lumbreras de la lápida es la siguiente:

"El personaje no tiene un rostro humano, aunque podría tener una máscara, donde el elemento más destacado son unos gruesos colmillos que rebasan los labios de una boca cuya comisura es bastante grande. El tocado es interesante; no tiene el aspecto de corona metálica de las tres primeras estelas y más bien podría parecer un turbante o una cabellera trenzada que se prolonga hacia la espalda, donde cada uno de los cabellos se convierte en serpiente. Tanto los que están encima de la frente, como los que caen detrás.
 ...
 Ocurre también que las orejas no tienen orejeras o aretes y que en la frente se nota el ceño fruncido y, finalmente, que los labios se prolongan mucho más allá de la boca. Los colmillos son curvados hacia atrás y puntiagudos, los demás dientes son en bloque, como los de los humanos, con excepción de los que están al final de la boca, donde doblan los labios y se presentan triangulares y exentos. La pupila de los ojos subrectangulares es excéntrica y mira hacia arriba. No tiene cejas. Del cuello pende una esclavina y en la cintura hay una banda de donde penden dos serpientes. Las uñas de las manos y los pies son 3 garras en las primeras y dos en los segundos. Lleva pulseras y ajorcas. La mano izquierda está pegada al tórax y con la derecha sostiene el cactus. En la espalda hay un elemento similar a los "mantos" de los que hablamos con los músicos, pero que bien puede ser atributos alados".
Luis Guillermo Lumbreras, Chavín: Excavaciones Arqueológicas I (2007)

### Identificación de la especie de cactus

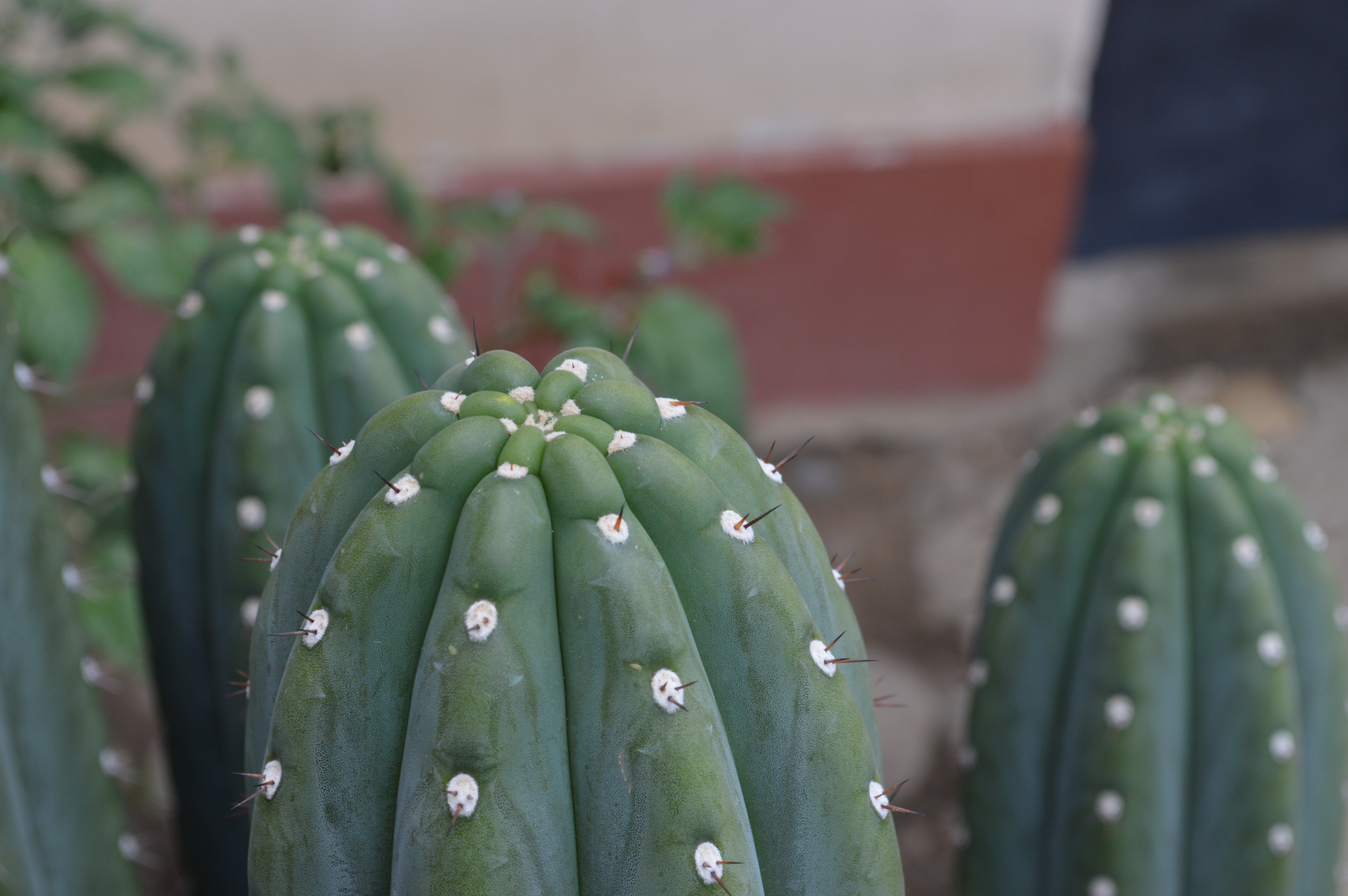
El cactus San Pedro (Echinopsis pachanoi) contiene mescalina y es utilizado como enteógeno en el curanderismo norteño en Perú.

Se ha argumentado que el cactus representado en la estela es el cactus enteógeno Echinopsis pachanoi, comúnmente llamado San Pedro. Aparte de la estela del portador hallada por Lumbreras en 1972 y el fragmento de estela hallado por Rick en 2001, también existen dos piezas adicionales encontradas en Chavín con representaciones de cactus: 
- una cabeza clava miniatura recuperada en 1935: de los ojos del ser antropomorfo con colmillos brotan tallos de cactus de tres nervaduras;[21]
- un fragmento de cerámica con lo que parece ser la corona de un cactus de cuatro nervaduras en un basural de la época Chavín en el sector Wacheqsa, donde se juntan los ríos Mosna y Huachecza.[35]

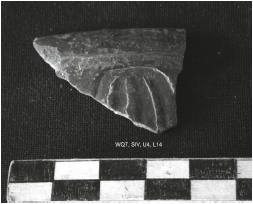
Fragmento cerámico con lo que se interpreta como la corona de un cactus de tres nervaduras hallado por Mesía Montenegro en Chavín.

Del mismo periodo denominado Horizonte Temprano se han encontrado cerámicas y un textil con representaciones del cactus en las regiones de Lambayeque e Ica.  En sitios como Tembladera y Cupisnique en la región Lambayeque se han hallado más de 32 representaciones en cerámicas del cactus San Pedro asociadas a felinos con manchas, serpientes y aves de rapiña.
Se han encontrado restos arqueobotánicos del cactus San Pedro. El hallazgo más antiguo corresponde al de la cueva de Guitarrero realizado por el arqueólogo Thomas F. Lynch en el Callejón de Huaylas, a 120 km de Chavín de Huántar, datados alrededor de los 10 000 años antes del presente. La arqueóloga Rosa Fung Pineda halló restos de cortezas enrolladas que asume del cactus San Pedro en el sitio arqueológico de Las Aldas en la costa central en la región Áncash, ocupado en el periodo de 1200 a 900 a. C. En 2016 un grupo de arqueólogos halló esta vez un tallo de cactus muy bien conservado del género Echinopsis enterrado en Huaca El Paraíso en la región Lima datado en el 2000 a. C.
El cactus hoy en día es el elemento central dentro de las prácticas rituales del curanderismo norteño, expresión de la medicina tradicional que se lleva a cabo en la parte noroccidental del Perú, en las regiones de Cajamarca, La Libertad, Lambayeque, Piura y Tumbes, y al sur del Ecuador, en la provincia de Loja.
Por lo anterior, en conjunto con las evidencias desde los registros etnohistóricos y etnográficos, además de la presencia del cactus en la zona de manera silvestre, los investigadores concuerdan que el cactus representado en la estela del portador es un cactus San Pedro (Echinopsis pachanoi o Echinopsis peruviana).

## Interpretaciones
Es de común acuerdo que las diferentes estructuras (edificios, plazas, escaleras) del sitio arqueológico en Chavín de Huántar cumplían principalmente funciones ceremoniales y asociadas a un culto religioso. Es así que al sitio hoy se le conoce como centro ceremonial Chavín de Huántar.
La plaza circular, por lo tanto, era también un lugar de actividades rituales. El piso de la plaza, luego de las excavaciones arqueológicas, «ha aparecido notablemente limpio, sugiriendo que fue un lugar cuidado y mantenido para actividades singulares». Adicionalmente, el centro de la plaza circular se alínea con una estructura ubicada sobre un cerro al este al otro lado del río Mosna exactamente con la salida del sol en el solsticio de verano cada diciembre, sugiriendo que existió una razón relacionada con la observación astronómica cuando se diseñó este sector del monumento arqueológico. Estas evidencias fortalecen la teoría de la función ritual de la estructura.

### Interpretaciones respecto al uso del cactus en Chavín

Mortero de piedra para moler semillas de vilca del Pacopampa, sitio arqueológico contemporáneo a Chavín ubicado en Cajamarca. Se han encontrado morteros similares con forma de felino cerca de Chavín de Huántar.

La representación de plantas enteógenas en el material cultural encontrado en el sitio arqueológico de Chavín de Huántar es sólida respecto al uso del cactus San Pedro. Existen otras evidencias que sugieren también el uso ritual de Anadenanthera colubrina (conocida popularmente como vilca, cebil o willka, en quechua), por su posible representación no solo en una estela, sino también por el hallazgo de la parafernalia asociada como tabletas de inhalación, vilcanas y espátulas.

#### El uso del cactus como recurso para la manipulación
El arqueólogo John W. Rick argumentó que «en los múltiples medios creados o usados —paisaje, arquitectura, decoración, luz, sonido, drogas— encuentro evidencia de una manipulación finamente sintonizada por parte de los planificadores, ejecutores y orquestadores del sitio». En esta hipótesis, por un lado, las representaciones de las plantas psicoactivas en las estelas de piedra de la cultura chavín de hace 3000 años son una evidencia del uso manipulativo de las plantas enteógenas que llevaban a cabo los miembros del culto y, por el otro, el templo Chavín fue un lugar de exploración psicológica y experimentación para comprobar las reacciones de las personas ante diferentes estímulos.
A partir de ese razonamiento, Rick ve a Chavín como un lugar construido para impresionar y manipular a las personas con el objetivo de hacerlas parte de un sistema de creencias religiosas que sirve a la construcción de la autoridad y el poder de los miembros del culto en relación con las poblaciones en el contexto local y regional.

#### El uso del cactus como enteógeno
Los antropólogos y arqueólogos George F. Lau y Richard Burger interpretaron al templo no como un centro diseñado para manipular, sino como un centro de mayor complejidad proponiendo al sitio de Chavín como un centro panandino importante de una red de intercambio de productos —tangibles e intangibles— y peregrinación del Formativo Tardío. Burger también propuso que las semillas de Anadenanthera colubrina, al no pertenecer a los ecosistemas alrededor de Chavín, era una de las plantas visionarias que formaban parte de ese intercambio, siendo llevada al sitio arqueológico por peregrinos y comerciantes de la selva baja.
Para Burger, el uso de enteógenos —sustancias con propiedades psicotrópicas usadas en contextos religiosos— está relacionado con el chamanismo:

En Chavín de Huántar, como en otros lugares de poder religioso en la América ancestral, un evento central dentro de las actividades rituales era la ingesta de sustancias psicotrópicas. Estos agentes alucinógenos ocasionaban el efecto de transformación que buscaban los sacerdotes y otros funcionarios religiosos en su búsqueda de comunicación con los poderes invisibles que afectaban el mundo natural.
Burger (1992): 271.

Según esta perspectiva, los atributos de animales como el jaguar (Panthera onca) o el águila harpía (Harpia harpyja) en las esculturas de la cultura chavín se relacionan con los alter ego de los chamanes sudamericanos. En ese sentido, la presencia de cerámicas, placas de metal, textiles y estelas como la del portador del cactus con atributos de felinos, águilas y serpientes forma parte del mensaje religioso de transformación chamánica plasmado en la arquitectura del templo.

Atributos zoomorfos en el material cultural del Horizonte Chavín
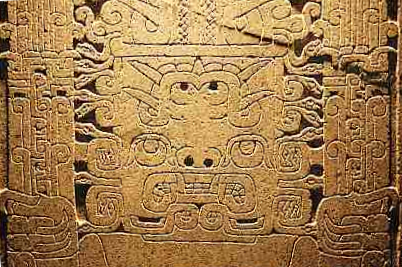
Detalle de la estela de Raimondi.
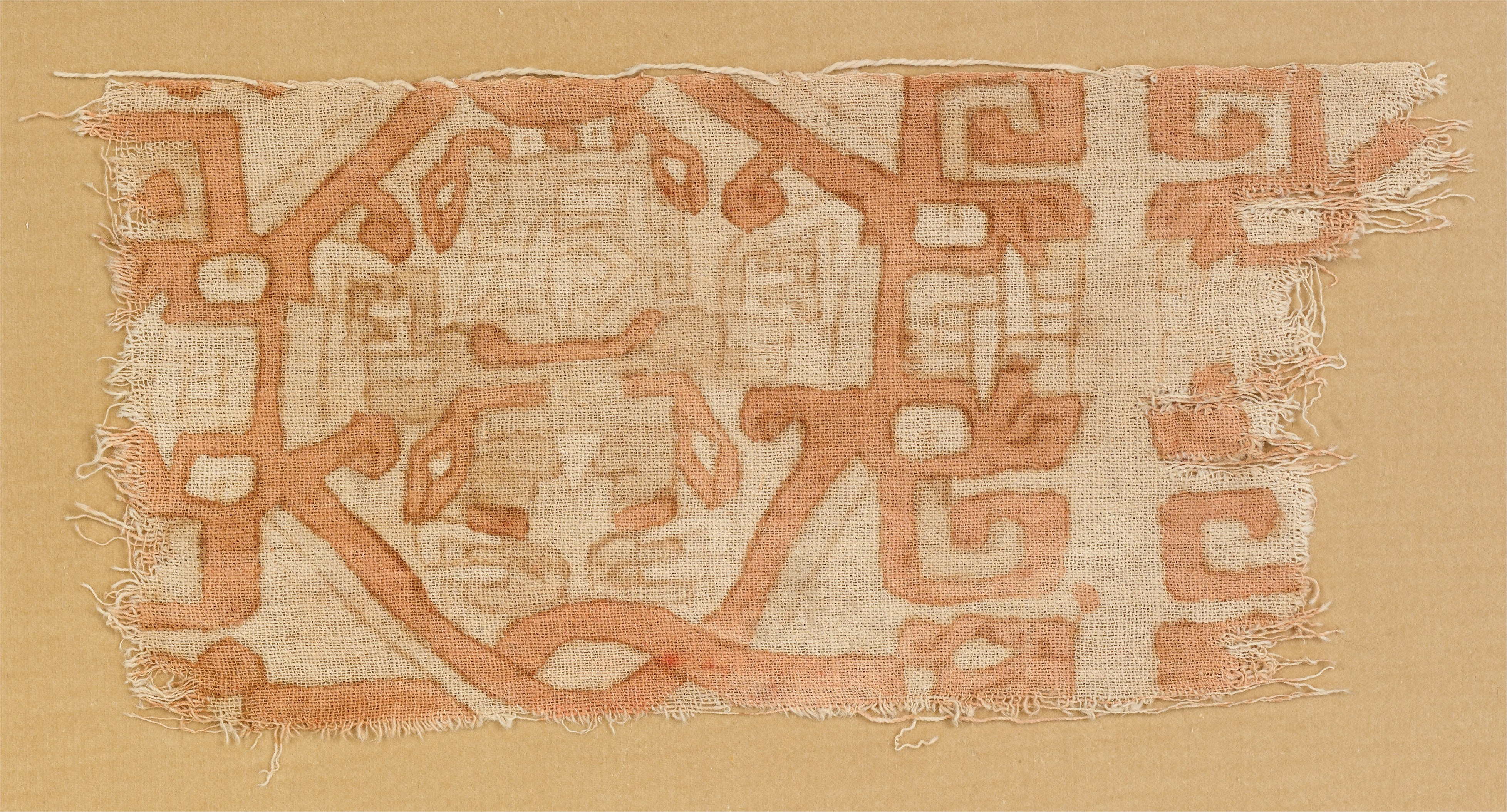
Fragmento de textil.
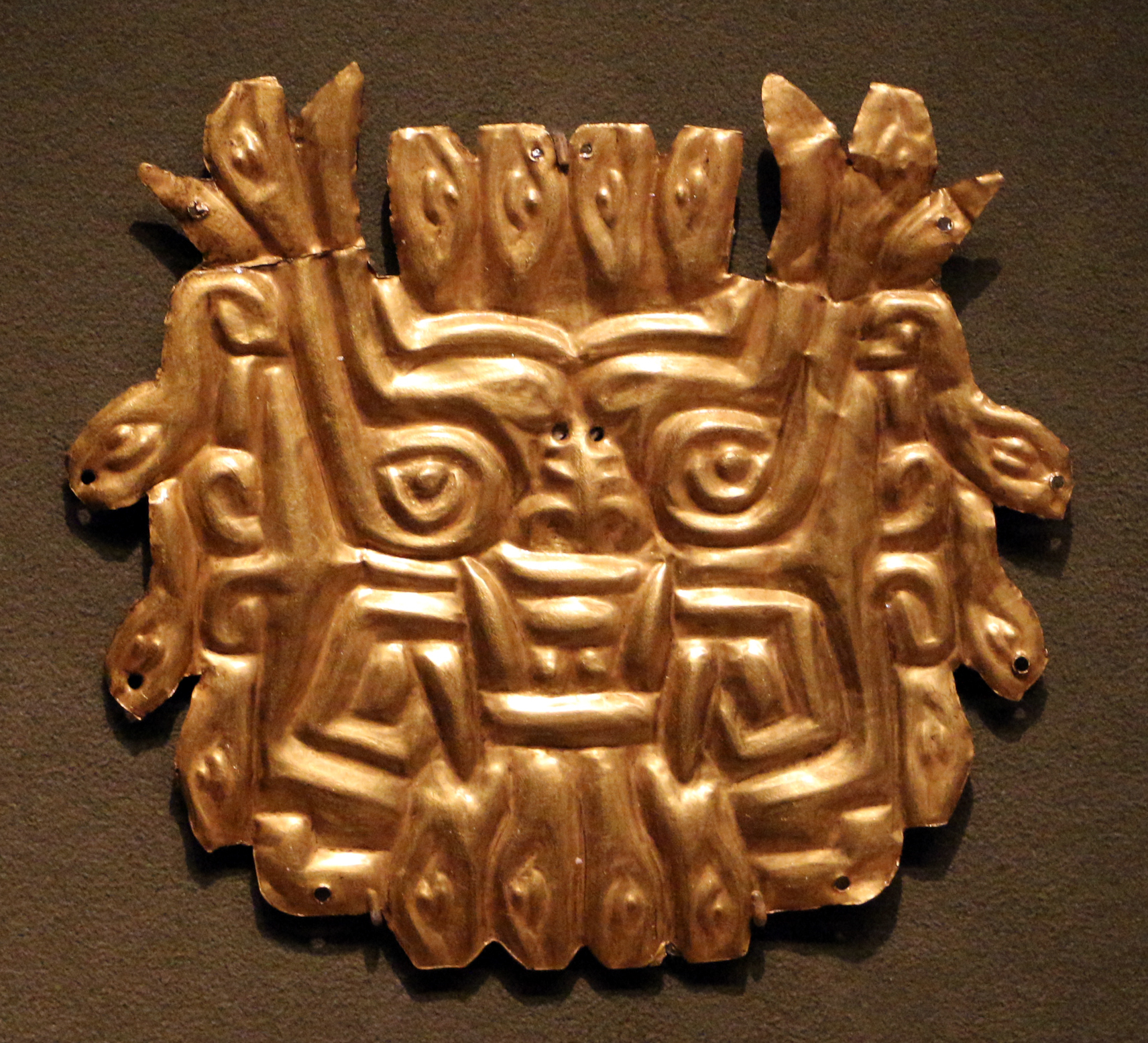
Placa repujada de oro.
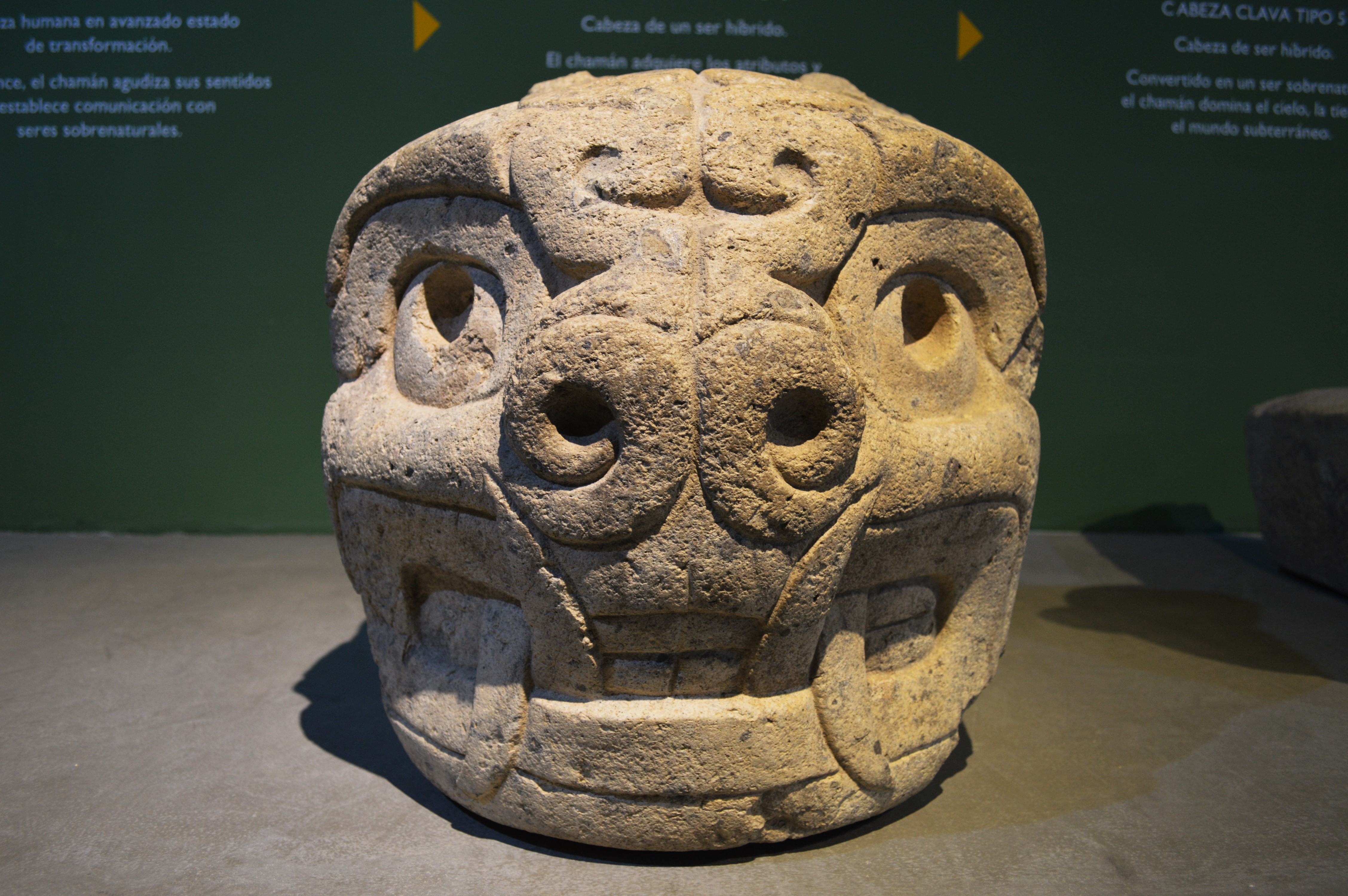
Cabeza clava en el Museo nacional Chavín.

### Interpretación del personaje representado en la estela
El ser antropomorfo representado en la estela reúne, como Lumbreras lo describe, atributos de serpiente, águila y felino. Este sería el mensaje de transformación chamánica al que se refiere Burger. Asimismo, dado que el personaje está portando un cactus San Pedro en una plaza ceremonial, este hecho acentúa el argumento de que «el cactus estuvo integrado al culto chavín» y fue utilizado en los rituales.

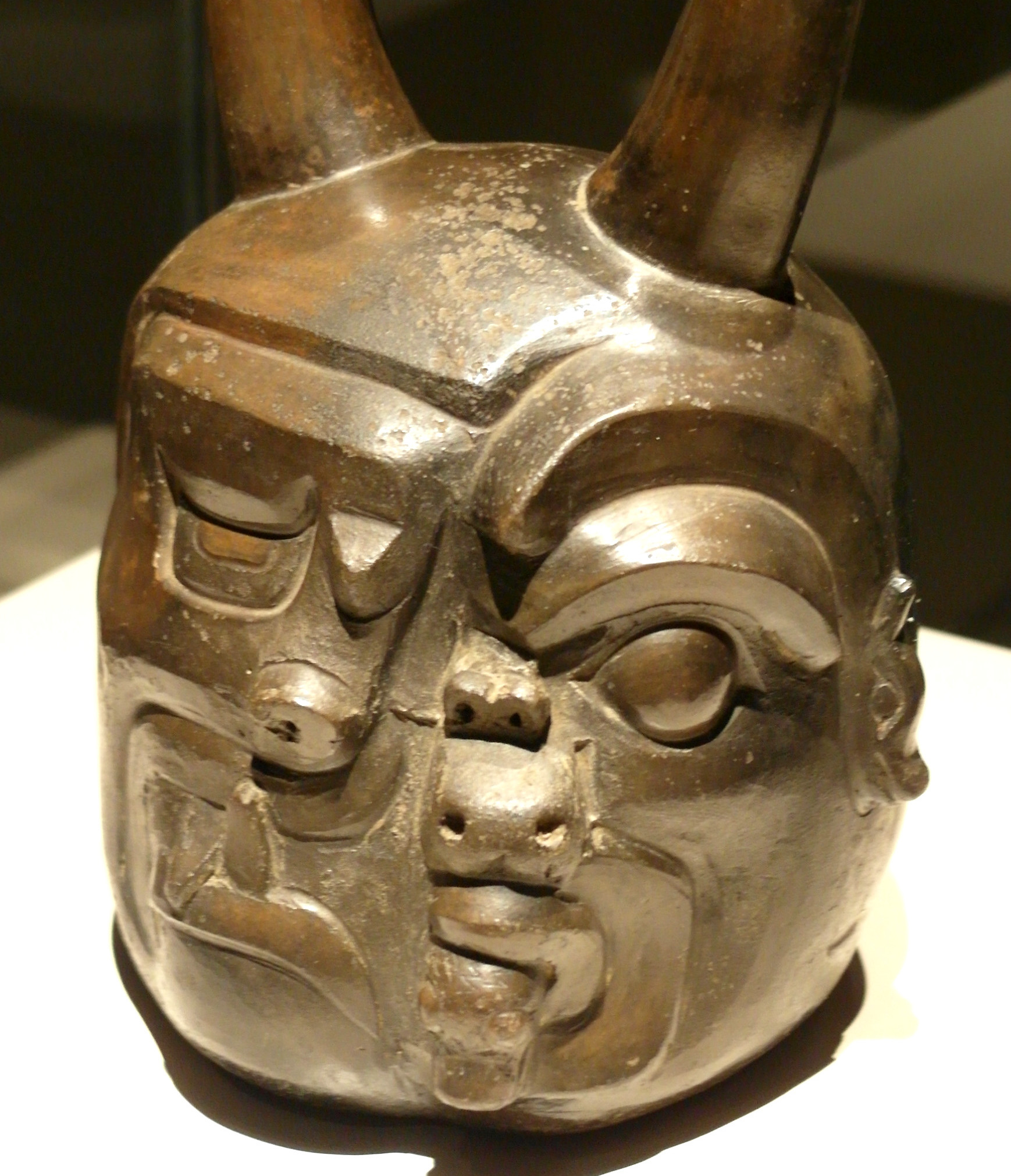
Escultura cerámica de la cultura cupisnique, vinculada a la cultura chavín, mostrando al parecer un ser mitad humano y mitad transformado en jaguar.

El antropólogo Leonardo Feldman Gracia interpretó que la estela del portador porta un mensaje metafórico visual relacionado con la adquisición de los atributos de animales por parte de los miembros del culto chavín; en el caso del jaguar: los ojos, boca y nariz del personaje, en el caso de las serpientes: los cabellos, y en el caso del ave rapaz: las garras y alas. Es así que, de acuerdo a Feldman Gracia, el cactus logra —por su acción psicotrópica— amplificar la percepción y las facultades mentales de la persona que lo ingiere:

El ojo del felino, con pupila excéntrica, reemplaza al del “portador de San Pedro”; esta sustitución metonímica se refiere a la sensibilización de la vista y la apertura de la capacidad de “ver”. La sustitución del pelo humano por serpientes alude a la sensibilización del tacto, está comprobado que el San Pedro produce un aumento notable de la sensibilidad de la piel; esta “metonimia visual” expresa, entonces, que el sacerdote adquiere, en cada poro, la sensibilidad táctil de una serpiente.

Entre las alteraciones cenestésicas que produce el San Pedro, la más común es la sensación de una extraordinaria ingravidez en el cuerpo, la impresión de levitar o volar. Las alas desplegadas, hacia la espalda de la figura, deben interpretarse como una metáfora de la referida cenestesia.
Feldman Gracia (2006): 95-96.

Al igual que Burger, Feldman Gracia argumenta que se tiene que considerar el uso del cactus bajo un doble aspecto. No solo se adquieren los atributos de los animales aplicando la percepción y las facultades mentales, sino que también se logra entrar en comunión con las divinidades y encarnar a los ancestros míticos. El antropólogo italiano Mario Polia —de acuerdo sus investigaciones etnográficas en la sierra de Piura— ve el uso ritual del cactus San Pedro también como una bebida sacramental en el contexto del curanderismo norteño: la ingestión del cactus es una técnica chamánica que permite la unión del chamán con la entidad espiritual que reside en la planta.
De acuerdo a lo anterior, entonces, el personaje grabado en la estela del portador estaría representando a un especialista ritual, un chamán, en plena transformación chamánica: incorporando percepciones y facultades excepcionales y, al mismo tiempo, en comunión y comunicación con las divinidades. Esto último es coherente con lo mencionado por Mircea Eliade en su libro El chamanismo y las técnicas arcaicas del éxtasis: «Incorporar un animal durante la sesión es, como hemos visto a propósito de los muertos, más que una posesión, una transformación mágica del chamán en ese animal».